# Myrianida antondohrni
Myrianida antondohrni är en ringmaskart som först beskrevs av Çinar och Gambi 2005.  Myrianida antondohrni ingår i släktet Myrianida och familjen Syllidae. Inga underarter finns listade i Catalogue of Life.